# Thonine commune
Euthynnus alletteratus
Espèce
Statut de conservation UICN

 LC  : Préoccupation mineure
La Thonine commune (Euthynnus alletteratus) est une espèce de poissons de la famille des scombridés.

## Description et caractéristiques
Ce poisson mesure entre 60 et 122 cm de long, pour une moyenne de 80 centimètres. Le poids maximal est de 16,5 kg. 
Le dos (quart arrière-supérieur) porte des bandes obliques sombres sur un fond métallisé. Entre les nageoires pelvienne et anale, on compte également 3 à 7 taches sombres.

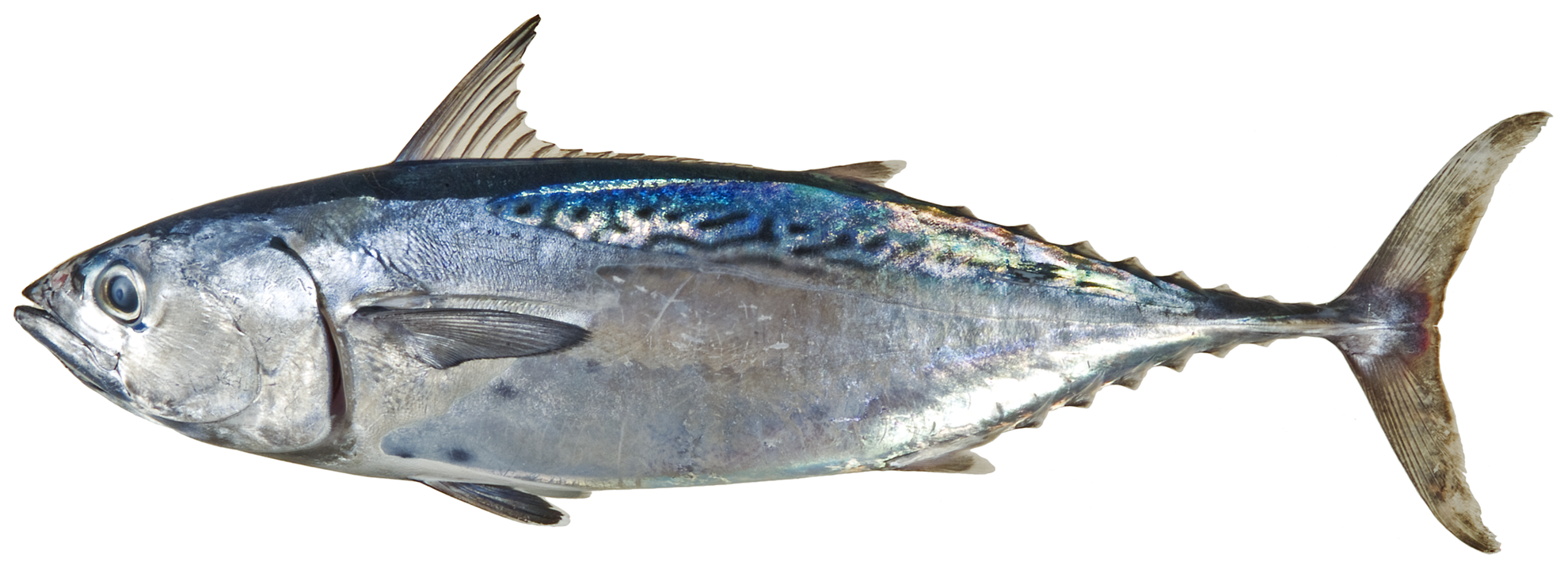
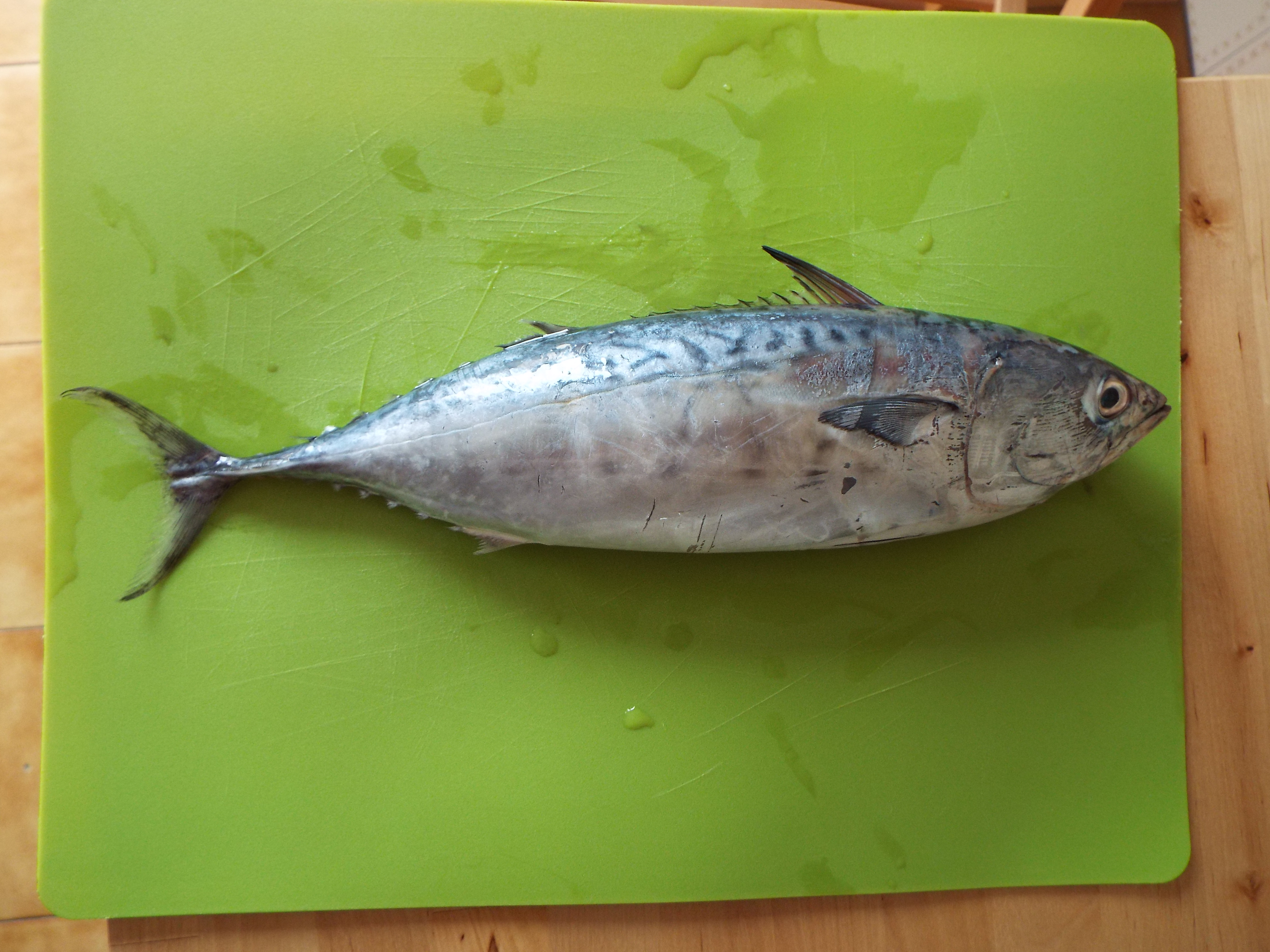

## Alimentation
Elle se nourrit principalement de petits poissons mais aussi de crustacés, de céphalopodes et de gastéropodes, selon un régime très opportuniste.

## Reproduction
Dans l'océan Atlantique, les thonines communes se reproduisent dans une eau d'au moins 25 °C entre avril et novembre. Dans la mer Méditerranée la saison de reproduction se déroule entre mai et septembre. La femelle peut pondre jusqu'à 1,75 million d'œufs durant une saison.

## Prédateurs
La thonine commune est la proie du mahi-mahi (Coryphaena hippurus), du thazard noir (Acanthocybium solandri), du voilier de l'Atlantique (Istiophorus albicans), de l'espadon (Xiphias gladius) et de certains requins.